# Fieseler Fi 166
No início de 1940 Erich Bachem desenvolveu com a Fieseler dois projectos para um caça-foguete que conseguisse alcançar uma elevada altitude mais rápido que os caças convencionais da época.

## Projecto
O primeiro projecto envolvia um caça com dois motores a jacto Jumo 004. A aeronave seria lançada verticalmente por um foguete de combustível liquido. Depois de alcançar uma altitude de 3660 metros, o foguete extinguir-se-ia e desconectava-se, voltando para o solo com a ajuda de um paraquedas para que pudesse ser re-utilizado. A aeronave iria então atacar bombardeiros aliados antes de voltar para a base e aterrar como um caça convencional.
O foguete conseguia levar a aeronave até uma altitude de 12.000 metros.

## Dados
| Categoria         | Dados      |
| ----------------- | ---------- |
| Velocidade máxima | 800 km/h   |
| Autonomia         | 45 minutos |